# オットー1世 (ザクセン公)
オットー1世（Otto I., 851年頃 - 912年11月30日）は、ザクセン公（在位：880年 - 912年）。ザクセン公リウドルフの息子でブルンの弟。オットー貴顕公ないし栄光公（ドイツ語：der Erlauchte）と称される。姉リウトガルトは東フランク王ルートヴィヒ3世と結婚した。

## 生涯
880年に兄ブルンが死去した後、ザクセン公位を継承した。
877年1月16日のガンダースハイム修道院に対するルートヴィヒ3世の特許状によると、南テューリンゲン（pago Suththuringa）がオットーの所領であったという。また、897年1月28日の特許状には、オットーは辺境伯（marchio）であり、アイヒスフェルト（pago Eichesfelden）を領していたことが記されている。また、オットーは908年にはヘルスフェルト在俗修道院長の地位にあった。サクソン人の歴史家コルヴァイのヴィドゥキント（en）の記述に拠れば、オットーは911年に東フランク王国の王権を要求したが、受けいれられなかったという。ただし、この要求が史実かどうかは疑わしいとされている。また、オットーはマインツ大司教ハットーとともにコンラート1世を東フランク王に推挙したともいわれる。912年にオットーは亡くなり、ガンダースハイムの教会に葬られた。

## 子女
869年頃に、バーベンベルク家のオストマルク東方辺境伯ハインリヒとイタリア王ベレンガーリオ1世の姉妹インゲルトルードの間の娘ハトヴィヒ（903年没）と結婚した。ハトヴィヒは母方からフランク王ルートヴィヒ1世の曾孫にあたる。以下の子女をもうけた。
- タンクマール（? - 912年以前）
- リウドルフ（? - 912年以前）
- ハインリヒ（876年 - 936年） - ザクセン公、後に東フランク王ハインリヒ1世（捕鳥王）となる。
- オーダ（877年 - 952年以降） - ロタリンギア王ツヴェンティボルト（東フランク王アルヌルフの庶長子）と結婚、死別後にジラール家のメッツ伯ジェラール1世と再婚。